# Saint-Evroult-Notre-Dame-du-Bois
 Saint-Evroult-Notre-Dame-du-Bois  ist eine französische Gemeinde mit 440 Einwohnern (Stand 1. Januar 2022) im Département Orne in der Region Normandie; sie gehört zum Arrondissement Mortagne-au-Perche und zum Kanton Rai.

## Bevölkerungsentwicklung
- 1962: 383
- 1968: 455
- 1975: 387
- 1982: 431
- 1990: 383
- 1999: 431
- 2004: 438
- 2015: 457

## Sehenswürdigkeiten
- Abtei Saint-Évroult (Notre-Dame-du-Bois)